# 松本健一 (陸軍軍人)
松本 健一（まつもと けんいち、1897年（明治30年）2月15日 - 1957年（昭和32年）1月8日）は、大日本帝国陸軍軍人。最終階級は陸軍主計少将。功四級。

## 経歴
1897年（明治30年）に長崎県で生まれた。陸軍経理学校第12期主計候補生として1918年（大正7年）5月20日に卒業した。1934年（昭和9年）4月から1936年（昭和12年）3月まで東京帝国大学経済学部で陸軍派遣員外学生として聴講し、大学院にも進んだ。1939年（昭和14年）8月に北支那方面軍参謀部附となり日中戦争に出動した。1940年（昭和15年）8月1日に陸軍主計大佐進級と同時に関東軍司令部附となった。1941年（昭和16年）11月に陸軍経理学校附となり、1943年（昭和18年）2月に大阪陸軍糧秣支廠長に就任した。
1944年（昭和19年）6月15日に朝鮮軍経理部長に就任し、8月1日に陸軍主計少将に進級した。1945年（昭和20年）1月29日に朝鮮軍管区経理部長兼第17方面軍経理部長（関東軍）に就任し、終戦時は京城に位置した。
1947年（昭和22年）11月28日、公職追放仮指定を受けた。